# Symphyodon perrottetii
Symphyodon perrottetii là một loài rêu trong họ Daltoniaceae. Loài này được Mont. mô tả khoa học đầu tiên năm 1841.